# Hattori Hanzō
Hattori Hanzō est un nom japonais traditionnel ; le nom de famille (ou le nom d'école), Hattori, précède donc le prénom (ou le nom d'artiste).
Hattori Hanzō (服部 半蔵, Hattori Hanzō), connu aussi avec le prénom Masanari ou Masashige (正成), né en 1541 ou 1542 et mort le 23 décembre 1596, était un célèbre ninja et samouraï japonais. Sa férocité au combat lui valut d'être surnommé Oni Hanzō (鬼半蔵, Hanzō le démon).

## Biographie
Hanzō était le fils de Hattori Yasunaga. Né vassal du clan Matsudaira, puis du clan Tokugawa, Hanzō Hattori se révéla un des meilleurs et des plus loyaux serviteurs de Tokugawa Ieyasu. Il mena sa première bataille à 16 ans, lors d'une attaque nocturne sur le château de Udo.
En 1562, Hanzō participe sous les ordres de Ieyasu au siège du château de Kaminogō gardé par Udono Nagamochi, général des Imagawa. Avec cette prise, il obtient de nombreux membres de la famille d'un proche de Imagawa Ujizane. Cette capture permet de récupérer la femme et le fils de Ieyasu, retenus en otage, en échange des prisonniers. Hanzō combattit aussi durant la bataille d'Anegawa en 1570 puis la bataille de Mikata-Ga-Hara en 1572.
En 1579, Tsukiyama-dono, l'épouse de Ieyasu, ainsi que son fils aîné Tokugawa Nobuyasu, furent accusés de conspiration avec le clan Takeda par Oda Nobunaga et retenus en otage. Agissant par complaisance envers Nobunaga, Ieyasu ordonna à son fils de se faire seppuku, bien que celui-ci soit marié à Tokuhime, la fille aînée de Nobunaga. Il fit alors appel à Hanzō pour le seconder en tant que kaishakunin (personne désignée pour procéder à la décapitation et mettre fin à la souffrance du condamné). Cependant, Hanzō refusa que sa lame soit imprégnée du sang de son propre seigneur. Ieyasu n'en apprécia que plus sa loyauté et il aurait déclaré : « Même un démon peut verser des larmes. » Nobuyasu fut tout de même contraint de se suicider, et Tsukiyama-dono fut quant à elle exécutée. Il semble que Ieyasu ait profondément regretté cet acte par la suite.
Hanzō aurait planifié une brillante défense des terres des ninjas de la province d'Iga, durant la guerre Iga de Tenshō de 1579 contre Oda Nobukatsu, le second fils de Nobunaga. En 1581, il combattit vaillamment, dans un effort désespéré, pour empêcher Iga d'être éliminé par les forces sous le commandement de Nobunaga lui-même.
Cependant, sa contribution la plus mémorable reste celle qui suivit la mort de Nobunaga, lors de l'incident du Honnō-ji, en 1582. À ce moment, Ieyasu et ses ninjas étaient postés près d'Osaka, et apprirent la mort de Nobunaga juste à temps pour s'enfuir et éviter les troupes du traître et assassin Akechi Mitsuhide.
Pour autant ils n'étaient pas encore en sûreté : Mikawa était encore loin et les hommes d'Akechi pouvaient bloquer les routes. Hanzō proposa l'idée d'aller vers Iga, où se trouvaient des ninjas ralliés à sa cause. De plus, Ieyasu avait aidé les survivants de l'invasion de Nobunaga en 1580, et ceux qui s'en souvenaient seraient prêts à aider le groupe. Le général Honda Tadakatsu envoya Hanzō et, comme prévu, les hommes d'Iga consentirent à les aider, à les guider et même à leur offrir une escorte. Finalement, Ieyasu put rentrer sain et sauf à Mikawa. La réputation de Hanzō en tant que meneur ninja commandant 200 hommes d'Iga a pris alors des proportions légendaires.
Par contre, Nobukimi Anayama, qui avait insisté pour prendre une autre route, prétextant que le jeune Hanzō n'avait aucune idée du détour qu'il leur imposait, n'eut pas cette chance. Capturé par des hommes de son ancien daimyo Takeda Katsuyori, il fut décapité.
Des sources historiques disent qu'il a vécu les dernières années de sa vie comme moine, sous le nom de Sainen, et a construit le temple Sainenji, renommé ainsi après sa mort et principalement construit pour commémorer Nobuyasu, le fils aîné de Ieyasu.
Hanzō a été connu comme un expert tacticien et un maître du combat à la yari. Les récits de ses exploits lui ont souvent attribué divers pouvoirs surnaturels, comme la téléportation, la psychokinèse, et la précognition, ce qui a beaucoup contribué à son importance dans la culture populaire.
En 1596, Hanzō serait mort au cours d'une mission, en traquant le célèbre ninja Fūma Kotarō. Ses navires se firent piéger avec la marée et les troupes de Kotarō mirent le feu au canal, achevant ainsi son « rival » guerrier.
Hanzō eut pour successeur son fils, Hattori Masanari, qui fut nommé Iwami-no-kami par Ieyasu. Il succéda à son père, moins brillamment semble-t-il, à la tête de 200 hommes issu de la célèbre Iga-ryū, dans le quartier de Yotsuya, à Edo. La Hanzōmon (« porte de Hanzō ») du château d'Edo tient son nom du fait qu'elle se trouvait près de la résidence du clan Hattori.

## Hanzō dans la fiction
- Ninja Assassin, James McTeigue.
- Quentin Tarantino a utilisé le nom Hattori Hanzō pour son personnage du forgeron interprété par Sonny Chiba dans le film Kill Bill : Volume 1
- Hattori Hanzō apparaît également dans le manga Samurai Deeper Kyo, bien que celui-ci se passe en 1604, soit huit ans après la mort du personnage historique.
- La série animée Basilisk Kōga ninpo chō emprunte également le personnage de Hattori Hanzō.
- Hattori Hanzō apparaît également dans le manga Basilisk.
- Hattori Hanzō apparait également dans le manga et les films Babycart. Le loup à l'enfant.
- Dans le film The Machine Girl, le chef du clan Hanzo s'appelle Hatori.
- Dans la série télévisée japonaise Kage no gundan avec Sonny Chiba.
- Dans le film The Thief in Black (1964).
- Dans le film Shogun ninja (1980).
- Dans le manga Naruto, Hanzo est un ancien chef du village d'Ame (pays de la pluie).
- Hattori Hanzo apparaît dans le film Goemon: The Freedom Fighter en 2009, c'est lui qui entraîna Goemon.
- Dans le huitième épisode de la série animée Thundercats de 2011, un personnage important de l'épisode, forgeron d'une incroyable épée par le passé, s'appelle Hattanzo en référence à Hattori Hanzō.
- Dans Gintama, avec le nom de Hattori Senzo.
- Hattori Hanzō est un des personnages principaux du manga Tsuki no Shippo, de Rinko Ueda.
- Dans le manga Brave 10, Hattori Hanzo est un des adversaires des héros, bien que l'histoire se déroule en 1599, soit 3 ans après la mort du personnage historique.
- Hattori Hanzō donne son nom au ninja Hanzo qui passe l'examen de hunter dans le manga Hunter × Hunter.
- Dans le manga français Shinobi Iri, Hattori Hanzō a trois enfants (fictifs, inventés pour le manga), deux fils et une fille, cette dernière étant la protagoniste.

### Jeux vidéo
- Dans le jeu Civilization IV: Beyond The Sword, Hanzō Hattori est le nom porté par un des différents espions illustres.
- Dans la série de jeux de combats Samurai Shodown, l'un des personnages, un ninja, porte ce nom.
- Dans le jeu Brawlhalla, Hattori est l'un des personnages, une ninja.
- On retrouve aussi Hattori Hanzō dans le jeu Samurai Warriors.
- Hattori Hanzō donne son nom au plus puissant katana de la série Baldur's Gate (PC).
- Dans le jeu World of Warcraft, une épée à une main rare ressemblant à un katana porte le nom de Hanzo.
- Dans le jeu de Sega Genesis Shining Force: The Legacy Of Great Intention, il y a un ninja qui s'appelle Hanzou.
- Dans le jeu Sengoku Basara: Samurai Heroes, il est disponible en tant qu'allié pour notre personnage.
- Dans le jeu Total War: Shogun 2, le clan Hattori est jouable.
- Hattori Hanzō apparaît dans la série de jeux de combat World Heroes, tout comme Fūma Kotarō, qui y est son rival.
- Dans la série de jeux vidéo Mortal Kombat, le prénom de Scorpion, le ninja jaune est Hanzo.
- Hattori Hanzō apparaît dans l'application Shall we date?: Destiny Ninja, sur Android.
- Hattori Hanzō donne son nom au personnage Hanzo dans le jeu vidéo Overwatch.
- Hattori Hanzō est le premier allié du protagoniste dans le jeu vidéo Nioh.
- Dans The Witcher 3: Wild Hunt, Hattori est le forgeron le plus compétent de la ville de Novigrad.
- Dans le jeu Dead Cells, une arme est nommée "Katana d'Hattori". Il est probable que ce nom lui soit donné d'après le nom d'Hattori Hanzō[réf. nécessaire].
- Dans le jeu Mobile Legends: Bang Bang, un ninja du nom de Hanzo peut être joué.
- Dans le jeu Assassin's Creed Shadows (2025), il apparaît dans le récit narratif

## Annexe